# Carl Abrahamsson
Carl Gustaf Emanuel „Calle Aber” Abrahamsson (Svédország, Södertälje, 1896. május 1. – Svédország, Södertälje, 1948. december 25.) olimpiai és világbajnoki ezüstérmes, Európa-bajnok, országos bajnok svéd jégkorongozó, bandyjátékos, atléta.
Az 1928. évi téli olimpiai játékokon játszott a jégkorongtornán és ezüstérmes lett a svéd csapattal. A B csoportba kerültek, ahol először a csehszlovákokat verték 3–0-ra, majd a lengyelekkel játszottak 2–2-es döntetlent. A csoportból első helyen tovább jutottak a négyesdöntőbe. Itt az első mérkőzésen 11–0-as vereséget szenvedtek a kanadaiaktól, Svájcot megverték 4–0-ra, végül a briteket 3–0-re. Az olimpia egyszerre volt világ- és Európa-bajnokság is. Így világbajnoki ezüstérmes és Európa-bajnok lett.
Az 1931-es jégkorong-világbajnokságon 6. lett és ez Európa-bajnokságnak is számított, ahol 4. lett. Az utolsó külön tartott jégkorong-Európa-bajnokságon az 1932-es jégkorong-Európa-bajnokságon Európa-bajnok lett.
Klubcsapata a Södertälje SK volt. 1924 és 1934 között volt kerettag és 1925-ben és 1931-ben svéd bajnoki címet nyert.
A jégkorongozás előtt országos szinten sikeres atléta és bandyjátékos volt.
Visszavonulás után edző és sport diplomata lett.
Testvére, Erik Abrahamsson olimpiai bronzérmet nyert távolugrásban az 1920. évi nyári olimpiai játékokon.